# سسیلی موسلی
سسیلی موسلی (نروژی: Cecilie Mosli؛ زادهٔ ۳۰ ژانویهٔ ۱۹۷۳) بازیگر و کارگردان فیلم اهل نروژ است.
از فیلم‌ها یا برنامه‌های تلویزیونی که وی در آن نقش داشته‌است می‌توان به همسایه، لیمبو و در خانه برای کریسمس اشاره کرد.